# Hockeria yamamotoi
Hockeria yamamotoi är en stekelart som beskrevs av Akinobu Habu 1976. Hockeria yamamotoi ingår i släktet Hockeria och familjen bredlårsteklar. Inga underarter finns listade i Catalogue of Life.